# 641 Specjalna Komendantura Wojsk Wewnętrznych
641 Specjalna Komendantura Wojsk Wewnętrznych, Jednostka Wojskowa nr 3537 – rosyjska jednostka Wojsk Gwardii Narodowej Federacji Rosyjskiej.
Jednostka stacjonuje we Wschodnim Okręgu Wojsk Gwardii Narodowej Federacji Rosyjskiej, adres: 689450, Czukocki Okręg Autonomiczny, rejon biliniński, miasto.